# Parablennius incognitus
Parablennius incognitus é uma espécie de peixe pertencente à família Blenniidae.
A autoridade científica da espécie é Bath, tendo sido descrita no ano de 1968.

## Portugal
Encontra-se presente em Portugal, onde é uma espécie nativa.

## Descrição
Trata-se de uma espécie marinha. Atinge os 5,8 cm de comprimento padrão nos indivíduos do sexo masculino.